# Vienne-le-Château
Vienne-le-Château és un municipi francès, situat al departament del Marne i a la regió del Gran Est. L'any 2007 tenia 584 habitants.

## Demografia

### Població
El 2007 la població de fet de Vienne-le-Château era de 584 persones. Hi havia 218 famílies, de les quals 65 eren unipersonals (27 homes vivint sols i 38 dones vivint soles), 76 parelles sense fills, 69 parelles amb fills i 8 famílies monoparentals amb fills.
La població ha evolucionat segons el següent gràfic:
Habitants censats

### Habitatges
El 2007 hi havia 273 habitatges, 226 eren l'habitatge principal de la família, 14 eren segones residències i 32 estaven desocupats. 235 eren cases i 36 eren apartaments. Dels 226 habitatges principals, 146 estaven ocupats pels seus propietaris, 72 estaven llogats i ocupats pels llogaters i 9 estaven cedits a títol gratuït; 6 tenien una cambra, 3 en tenien dues, 27 en tenien tres, 80 en tenien quatre i 111 en tenien cinc o més. 175 habitatges disposaven pel capbaix d'una plaça de pàrquing. A 112 habitatges hi havia un automòbil i a 85 n'hi havia dos o més.

### Piràmide de població
La piràmide de població per edats i sexe el 2009 era:
| Homes | Edats   | Dones |
| ----- | ------- | ----- |
| 0     | 95 o +  | 4     |
| 0     | 90 a 94 | 16    |
| 0     | 85 a 89 | 16    |
| 0     | 80 a 84 | 8     |
| 16    | 75 a 79 | 36    |
| 20    | 70 a 74 | 4     |
| 12    | 65 a 69 | 12    |
| 20    | 60 a 64 | 20    |
| 8     | 55 a 59 | 8     |
| 16    | 50 a 54 | 16    |
| 24    | 45 a 49 | 32    |
| 4     | 40 a 44 | 16    |
| 36    | 35 a 39 | 12    |
| 28    | 30 a 34 | 32    |
| 16    | 25 a 29 | 12    |
| 12    | 20 a 24 | 8     |
| 32    | 15 a 19 | 28    |
| 28    | 10 a 14 | 12    |
| 24    | 5 a 9   | 12    |
| 12    | 0 a 4   | 20    |

## Economia
El 2007 la població en edat de treballar era de 334 persones, 246 eren actives i 88 eren inactives. De les 246 persones actives 225 estaven ocupades (131 homes i 94 dones) i 22 estaven aturades (11 homes i 11 dones). De les 88 persones inactives 30 estaven jubilades, 19 estaven estudiant i 39 estaven classificades com a «altres inactius».

### Ingressos
El 2009 a Vienne-le-Château hi havia 225 unitats fiscals que integraven 509,5 persones, la mediana anual d'ingressos fiscals per persona era de 17.374 €.

### Activitats econòmiques
Dels 26 establiments que hi havia el 2007, 1 era d'una empresa alimentària, 3 d'empreses de fabricació d'altres productes industrials, 4 d'empreses de construcció, 5 d'empreses de comerç i reparació d'automòbils, 1 d'una empresa de transport, 2 d'empreses d'hostatgeria i restauració, 1 d'una empresa financera, 1 d'una empresa immobiliària, 3 d'empreses de serveis, 3 d'entitats de l'administració pública i 2 d'empreses classificades com a «altres activitats de serveis».
Dels 12 establiments de servei als particulars que hi havia el 2009, 1 era una gendarmeria, 1 oficina de correu, 1 una oficina bancària, 1 taller de reparació d'automòbils i de material agrícola, 1 paleta, 1 guixaire pintor, 2 lampisteries, 1 perruqueria, 1 restaurant, 1 agència immobiliària i 1 saló de bellesa.
Dels 2 establiments comercials que hi havia el 2009, 1 era una botiga de menys de 120 m² i 1 una fleca.
L'any 2000 a Vienne-le-Château hi havia 4 explotacions agrícoles.

## Equipaments sanitaris i escolars
L'únic equipament sanitari que hi havia el 2009 era una farmàcia.
El 2009 hi havia una escola elemental.

## Poblacions més properes
El següent diagrama mostra les poblacions més properes.